# Ullrich Libor
Ullrich Libor (27 de marzo de 1940) es un deportista alemán que compitió para la RFA en vela en la clase Flying Dutchman.
Participó en dos Juegos Olímpicos de Verano en los años 1968 y 1972, obteniendo dos medallas, plata en México 1968 y bronce en Múnich 1972. Ganó una medalla de plata en el Campeonato Europeo de Flying Dutchman de 1972.

## Palmarés internacional
| Juegos Olímpicos   | Juegos Olímpicos          | Juegos Olímpicos  | Juegos Olímpicos |
| Año                | Lugar                     | Medalla           | Clase            |
| ------------------ | ------------------------- | ----------------- | ---------------- |
| 1968               | Ciudad de México (México) | Medalla de plata  | Flying Dutchman  |
| 1972               | Múnich (RFA)              | Medalla de bronce | Flying Dutchman  |
| Campeonato Europeo |                           |                   |                  |
| Año                | Lugar                     | Medalla           | Clase            |
| 1972               | Medemblik (Países Bajos)  | Medalla de plata  | Flying Dutchman  |